# Hubert Degex
Pour les articles homonymes, voir Metzger.
Hubert Degex, né Hubert Metzger le 6 avril 1929 dans le 18e arrondissement de Paris, et mort le 6 novembre 2021 à Saint-Martin-Cantalès, est un pianiste français.

## Biographie
Après une formation classique, il prend le chemin du jazz. À la Libération, il joue au cabaret Mimi Pinson puis commence une carrière de pianiste dans l'orchestre de Jerry Mengo.
En 1954, il devient le musicien attitré de Gilles Margaritis.
En 1960-1961, il dirige l'orchestre des albums en français de Petula Clark.
En 1965, il devient le pianiste des Frères Jacques jusqu'en 1983.  

## Principales œuvres
- C'que c'est beau la photographie (paroles de Jean Cosmos) (1968)
- Frédo (paroles de Bernard Dimey) (1973)
- La Première Fois (paroles de Robert Nahmias) (1973)
- Les Tics (avec Alain Poirier) (1973)
- La Ceinture (paroles de Martial Carré) (1975)
- Les Pompistes (paroles de Martial Carré et Edmond Meunier) (1975)
- Mobile (Paroles de Pierre Louki) (1975)
- Quartier des Halles (paroles de Bernard Dimey)
- 1992 : Une cloche en or de Sim, mise en scène de l'auteur, Théâtre des Nouveautés